# Valéry Giscard d'Estaing
Valéry Giscard d'Estaing [valéri žiskár destén, valeˈʀi ʒiskaʀdɛsˈtɛ̃], celým jménem Valéry René Marie Georges Giscard d'Estaing, někdy krátce Giscard nebo VGE (2. února 1926 Koblenz – 2. prosince 2020 Authon, Loir-et-Cher) byl francouzský politik, úřadující jako dvacátý prezident Francouzské republiky mezi lety 1974 až 1981.

## Život
Narodil se v rodině vysokého finančního úředníka a významného ekonoma, který tehdy byl s francouzskou okupační armádou v Německu. V 17 letech vstoupil do odbojového hnutí, po maturitě a přípravném roce na Lyceum Ludvíka Velikého (Lycée Louis-le-Grand) v Paříži vystudoval inženýrskou Polytechniku École polytechnique a pak École nationale d'administration. Roku 1952 se oženil s Anne-Aymon Sauvage de Brantes, s níž pak měl čtyři děti.
Zemřel 2. prosince 2020 na následky nemoci covid-19.

## Politická kariéra
V letech 1952–1956 pracoval ve finanční inspekci, od roku 1956 byl poslancem francouzského parlamentu, roku 1962 se stal státním tajemníkem v ministerstvu financí a krátce nato ministrem. Roku 1966 byl z této funkce odvolán, zůstal však stále poslancem. Zasazoval se o evropskou integraci a podporoval vstup Velké Británie do EU. Když byl roku 1969 Georges Pompidou zvolen prezidentem, stal se Giscard opět ministrem financí a roku 1974 byl těsnou většinou zvolen prezidentem.

## Prezident
Jako prezident musel čelit dvěma ropným krizím (1973–1974 a 1979–1980), během nichž prudké zvýšení cen nafty zvýšilo inflaci a oslabilo francouzské hospodářství. Francie na to zahájila program výstavby jaderných elektráren. Giscard prosadil řadu liberalizačních opatření, zjednodušil prezidentský ceremoniál a výrazně podpořil evropskou integraci.
Zavedl pravidelné schůzky hlav evropských států, z nichž pak vznikla Evropská rada, posílil pravomoci Evropského parlamentu, který byl roku 1979 poprvé volen v přímé volbě. V úzké spolupráci s německým kancléřem Helmutem Schmidtem prosadil vytvoření evropské převodní měny ECU, která se stala předchůdcem eura a snížila rizika kurzových změn uvnitř EU. Od roku 1979 zavedl neformální schůzky hlav států G8. V závěru období Giscarda poškodil skandál s dary od afrického diktátora Bokassy a ve volbě roku 1981 těsně prohrál s François Mitterrandem.

## Další působení
Po porážce se věnoval regionální politice v kraji Auvergne, snažil se o sjednocení středopravicových stran a v letech 1989–1993 byl poslancem evropského parlamentu. Roku 2001 se stal předsedou Evropského konventu, který roku 2003 předložil návrh Evropské ústavní listiny. Téhož roku byl Giscard oceněn cenou Karla Velikého a zvolen členem Francouzské akademie. Po neúspěchu ústavní listiny ve francouzském a holandském referendu roku 2005 se z politiky stáhl, důležité otázky však často komentoval v novinách. Roku 2006 byl zvolen čestným občanem rodného města Koblence.

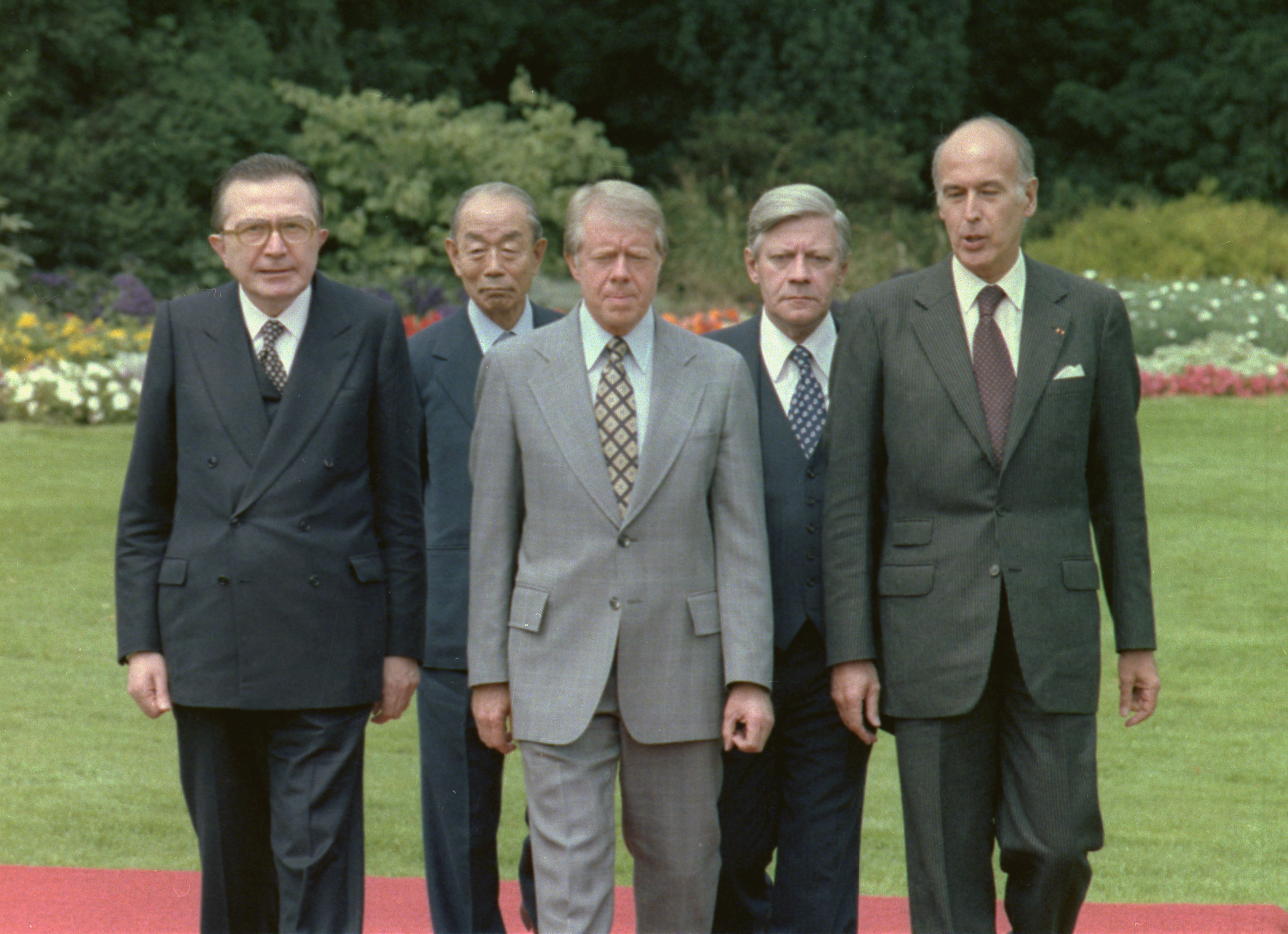
Giulio Andreotti, Takeo Fukuda, Jimmy Carter, Helmut Schmidt a Valéry Giscard d'Estaing. Schůzka G7, Bonn 1978

| „                                | Evropa bez Řecka by byla jako dítě bez rodného listu. | “ |
| — Valéry Giscard d'Estaing, 2010 |                                                       |   |

| „                                | Euro je velký úspěch, což mnohé zlobí. | “ |
| — Valéry Giscard d'Estaing, 2011 |                                        |   |

## Vyznamenání

### Francouzská vyznamenání
- velkokříž (a bývalý velmistr) Řádu čestné legie[3]
- velkokříž (a bývalý velmistr) Národního Řádu za zásluhy[3]
- Válečný kříž (1939–1945)[3]

### Zahraniční vyznamenání
- velkokříž Řádu svatého Olafa – Norsko, 1962
- velkokříž Řádu Isabely Katolické – Španělsko, 1963[4]
- velký záslužný kříž s hvězdou a šerpouZáslužného řádu Spolkové republiky Německo – Německo, 1965
- velkokříž Řádu zásluh o Italskou republiku – Itálie, 1. října 1973[5]
- velkokříž Maltézského záslužného řádu – Suverénní řád Maltézských rytířů, 1974
- velkokříž speciální třídy Záslužného řádu Spolkové republiky Německo – Německo, 1975
- velkokříž Řádu za zásluhy Polské republiky – Polsko, 1975
- velkokříž Řádu republiky – Tunisko, 1975
- velkokříž s řetězem Řádu svatého Jakuba od meče – Portugalsko, 14. října 1975[6]
- velkokříž s řetězem Řádu Isabely Katolické – Španělsko, 1976
- velkokříž s řetězem Řádu Jižního kříže – Brazílie, 26. dubna 1976
- velkokříž s řetězem Řádu Karla III. – Španělsko, 28. června 1978[7]
- rytíř Řádu slona – Dánsko, 12. října 1978[8]
- velkokříž s řetězem Řádu prince Jindřicha – Portugalsko, 21. října 1978[6]
- rytíř Řádu Serafínů – Švédsko, 6. června 1980
- Řád za zásluhy Bádenska-Württemberska – Bádensko-Württembersko, 8. dubna 2005
- Cena Karla Velikého – Cáchy, 2003
- velkokříž Národního řádu za zásluhy – Guinea

## Odkazy

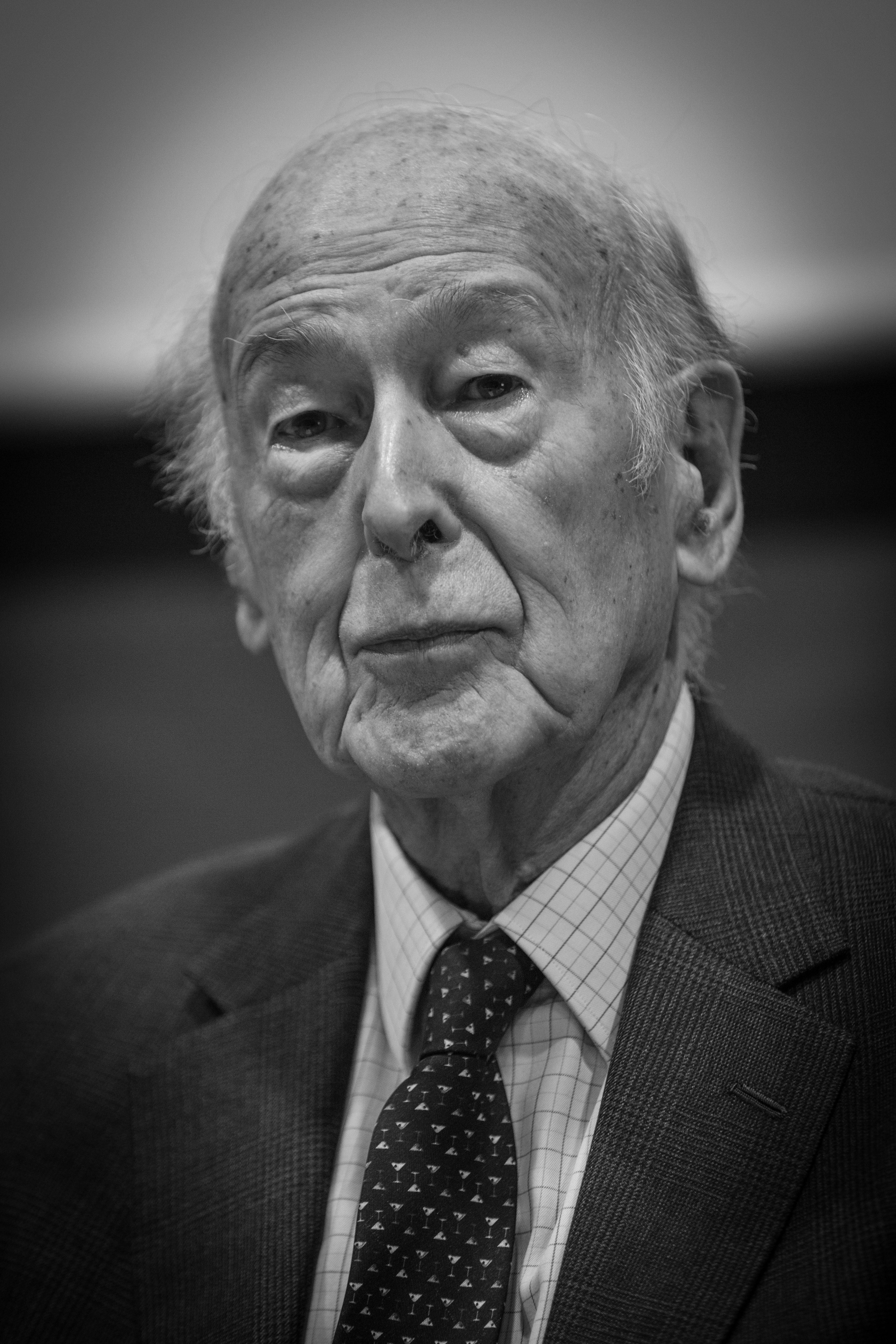
Valéry Giscard d'Estaing (2015)